# Oxydia transponens
Oxydia transponens är en fjärilsart som beskrevs av Walker 1860. Oxydia transponens ingår i släktet Oxydia och familjen mätare. Inga underarter finns listade i Catalogue of Life.